# Campeonato salvadoreño 1993-94
El Campeonato salvadoreño 1993-94 fue la 43.ª edición de la Primera División.
Durante este torneo, el Luis Ángel Firpo intentó mantener su título de campeón de El Salvador frente a los nueve mejores clubes salvadoreños.
Cada uno de los diez clubes participantes se enfrentó a los otros nueve equipos en cuatro ocasiones. Luego, los cuatro mejores se enfrentaron en una fase final al final de la temporada.
Solo dos lugares calificaron para la Copa de Campeones de la Concacaf y un lugar para la Recopa de la Concacaf.

## Formato de competición
La competición se desarrolla en tres fases:  
- Fase regular: Se integra por las 33 jornadas del torneo.
- Fase cuadrangular: 6 jornadas de campeonato entre los cuatro mejores equipos.
- Final: Único enfrentamiento entre los dos ganadores de las fases anteriores.

### Fase regular
En la fase de clasificación se observó el sistema de puntos. La ubicación en la tabla general, está sujeta a las siguientes condiciones:
- Por juego ganado se obtendrán dos puntos.
- Por juego empatado se obtendrá un punto.
- Por juego perdido no se otorgan puntos.

En esta fase participan los 12 clubes de la Primera División jugando en cada torneo todos contra todos durante las 33 jornadas respectivas, a tres ruedas.
El orden de los clubes al final de la fase de calificación del torneo corresponderá a la suma de los puntos obtenidos por cada uno de ellos y se presentará en forma descendente. Si al finalizar las 33 jornadas del torneo, dos o más clubes estuviesen empatados en puntos, su posición en la tabla general será determinada atendiendo a los siguientes criterios de desempate:
1. Mejor diferencia entre los goles anotados y recibidos y goles.
2. Mayor número de goles anotados.
3. Marcadores particulares entre los clubes empatados.
4. Mayor número de goles anotados como visitante.
5. Mejor ubicado en la tabla general de cociente
6. Tabla Fair Play
7. Sorteo.

### Fase cuadrangular
Los cuatro primeros clasificados después de las 33 jornadas se distribuirán en una sola cuadrangular donde el primero irá a la final

### Final
El equipo ganador de la fase regular y de la fase cuadrangular, se enfrentan en la final a partido único, así definir al campeón del semestre, que obtendrá el título de campeón del fútbol salvadoreño. El partido final tuvo lugar en el monumental Estadio Cuscatlán y contó con la asistencia de 52,848 aficionados, el recinto fue insuficiente y mucha gente quedó sin poder adquirir un boleto.

## Equipos participantes
| Club             | Ciudad             | Departamento | Estadio                    |
| ---------------- | ------------------ | ------------ | -------------------------- |
| ADET             | Talnique           | La Libertad  | Hanz Usko                  |
| Águila           | San Miguel         | San Miguel   | Juan Francisco Barraza     |
| Alianza          | San Salvador       | San Salvador | Cuscatlán                  |
| Apaneca          | Apaneca            | Ahuachapán   | Simeón Magaña (Ahuachapán) |
| Atlético Marte   | San Salvador       | San Salvador | Cuscatlán                  |
| Cojutepeque      | Cojutepeque        | Cuscatlán    | Alonso Alegría             |
| FAS              | Santa Ana          | Santa Ana    | Óscar Alberto Quiteño      |
| Luis Ángel Firpo | Usulután           | Usulután     | Sergio Torres Rivera       |
| Municipal Limeño | Santa Rosa de Lima | La Unión     | Dr. Ramón Flores           |
| Tiburones        | Acajutla           | Sonsonate    | CEPA                       |

### Equipos por departamento
| Departamento | N.º | Equipos                 |
| ------------ | --- | ----------------------- |
| San Salvador | 2   | Alianza, Atlético Marte |
| Ahuachapán   | 1   | Apaneca                 |
| Cuscatlán    | 1   | Cojutepeque             |
| La Libertad  | 1   | ADET                    |
| La Unión     | 1   | Municipal Limeño        |
| San Miguel   | 1   | Águila                  |
| Santa Ana    | 1   | FAS                     |
| Sonsonate    | 1   | Tiburones               |
| Usulután     | 1   | Luis Ángel Firpo        |

## Fase regular
| Pos.            | Equipos          | PJ  | PG  | PE  | PP  | GF  | GC  | Dif. | Pts. |
| --------------- | ---------------- | --- | --- | --- | --- | --- | --- | ---- | ---- |
| 1.              | Luis Ángel Firpo | 36  | 20  | 9   | 7   | 67  | 33  | 34   | 49   |
| 2.              | Alianza          | 36  | 17  | 8   | 11  | 60  | 36  | 24   | 42   |
| 3.              | FAS              | 36  | 14  | 13  | 9   | 49  | 43  | 6    | 41   |
| 4.              | Tiburones        | 36  | 15  | 9   | 12  | 41  | 47  | -6   | 39   |
| 5.              | ADET             | 36  | 12  | 11  | 13  | 50  | 48  | 2    | 35   |
| 6.              | Atlético Marte   | 36  | 12  | 11  | 13  | 44  | 42  | 2    | 35   |
| 7.              | Municipal Limeño | 36  | 12  | 10  | 14  | 48  | 58  | -10  | 34   |
| 8.              | Águila           | 36  | 10  | 12  | 14  | 57  | 63  | -6   | 32   |
| 9.              | Cojutepeque      | 36  | 8   | 12  | 16  | 42  | 64  | -22  | 28   |
| 10.             | Apaneca          | 36  | 6   | 13  | 17  | 30  | 54  | -24  | 25   |
| Equipos 1993-94 | Equipos 1993-94  | 360 | 126 | 108 | 126 | 488 | 488 | 0    | 360  |

|  |                                     |
|  | Líder, clasifica a la cuadrangular. |
|  | Clasifica a la cuadrangular.        |
|  | Descendido.                         |

## Fase cuadrangular

### Tabla de posiciones
| Pos.         | Equipos          | PJ | PG | PE | PP | GF | GC | Dif. | Pts. |
| ------------ | ---------------- | -- | -- | -- | -- | -- | -- | ---- | ---- |
| 1.           | Alianza          | 6  | 4  | 1  | 1  | 10 | 4  | 6    | 9    |
| 2.           | FAS              | 6  | 4  | 1  | 1  | 14 | 10 | 4    | 9    |
| 3.           | Luis Ángel Firpo | 6  | 2  | 2  | 2  | 9  | 7  | 2    | 6    |
| 4.           | Tiburones        | 6  | 0  | 0  | 6  | 6  | 18 | -12  | 0    |
| Cuadrangular | Cuadrangular     | 24 | 10 | 4  | 10 | 39 | 39 | 0    | 24   |

|  |                                           |
|  | Partido de desempate por el primer lugar. |

### Partido de desempate
| 11 de junio de 1994 | Alianza                     | 2 - 1 | FAS        | Estadio Cuscatlán, San Salvador |  |
|                     | Meléndez 45' · Bufarini 58' |       | 37' Bordón |                                 |  |

| Campeón           |
| Alianza 5° Título |